# Tutti gli uomini di Annalisa
Tutti gli uomini di Annalisa è una commedia di Luigi Lunari scritta nel 2005 tradotta in francese, tedesco, albanese, ceko.

## Trama
Il dramma è una sorta di seguito ideologico di "Tre sull'altalena".  Ai quattro personaggi di questo testo - nella sua versione originale con quattro uomini, rappresentativi di un mondo maschile e maschilista, in "Tutti gli uomini di Annalisa" si aggiunge un personaggio rappresentativo dell'universo femminile. La vicenda prende le  mosse dalla morte di un membro di un famoso quartetto di bridgisti.  I tre rimasti - il commendatore, il professore, il maresciallo - si danno alla ricerca di un successore, ma nessuno sembra essere all'altezza del defunto. È qui che entra in azione Annalisa (figlia del commendatore, moglie del professore, nipote del maresciallo) che contravvenendo a ogni norma di perbenismo, si reca in una malfamata osteria e vi scopre un eccezionale talento di giocatore - se non dei nobile bridge - del popolare tressette. Noto come "il malnato", egli sarà accolto nel team, e si rivelerà non solo giocatore straordinario ma anche antico  compagno di Annalisa: sia sui banchi di scuola che nell'infantile ed eccitante "gioco del dottore". Il ritrovarsi Annalisa e del Malnato, risveglia nella donna un desiderio di liberazione dalle pastoie del suo ruolo di moglie borghese, che attraverso  paradossali e grottesche vicende condurrà al sorprendente e tragico finale.

### Altri allestimenti
- Cagliari, Teatro Massimo, marzo 2011, regia di Tullio Pecora.
- Tirana, Albania, Teatrin Kombëtar, 2015, regia di Ronald Minga.

## Curiosità
Come già per altro testo di Luigi Lunari (L'incidente) anche questo dramma prende lo spunto da un dramma dell'austriaco Carl Sternheim (Der Bürger Schippel), dove peraltro la vicenda non ha per protagonisti dei giocatori di bridge, ma un quartetto di seria e seriosa musica vocale.